# KCBS-AM
KCBS ist eine Clear-Channel-Station aus San Francisco, Kalifornien. KCBS sendet sein All-news-Programm auf Mittelwelle 740 kHz (KCBS) und auf UKW 106,9 MHz (KFRC-FM). Der Sender ist das Aushängeschild von CBS Radio (heute Teil von Entercom) in Kalifornien. Das Programm wird wie das Fernsehprogramm der CBS-TV Station KPIX-TV (Channel 5) in den Battery Studios produziert.

## Geschichte
Die Geschichte von KCBS ist eng mit der des Rundfunkpioniers Charles „Doc“ Herrold verbunden.

## Sender
1953 errichtete KCBS die heutige Sendeanlage in Novato, 25 Meilen nördlich von San Francisco. Hier stehen vier Sendemasten und der 50-kW-Sender. In der Sendeanlage befindet sich auch ein kleines Studio, aus dem in Notfällen gesendet werden kann.